# Elisa García Sáez
 Elisa García Sáez  (Barcelona, 1916 — Sariñena, 1936) sindicalista, enfermeira e miliciana na guerra civil espanhola. 

## Biografía
Elisa García Sáez nasceu no Bairro San Andrés, em Barcelona, no dia 22 de Setembro de1916 e faleceu no dia 25 de agosto de 1936, quando tinha 20 anos de idade, na localidade aragonesa de Sariñena. Elisa foi militante no sindicato da Unión General de Trabajadores UGT na fábrica “Fabra i Coats” e, em 1936, partiu para a frente de guerra, em Aragão, como enfermeira numa coluna da Confederação Nacional do Trabalho (CNT). Ferida com gravidade num bombardeamento na localidade de Tardienta (Huesca), foi posteriormente trasladada para o hospital republicano de Sariñena, onde faleceu devido a “feridas sofridas em ações de guerra”, como documenta a sua certidão de óbito.
Elisa García Sáez representa a figura da mulher miliciana na guerra civil espanhola, mulheres que tomaram parte ativa na luta reclamando as liberdades coletivas que viam ameaçadas.
Elisa García morreu na frente de Aragón:
As mortes das primeiras milicianas causaram um grande impacto entre os republicanos. A notícia sobre o falecimento de Elisa García é documentada no jornal espanhol ABC. A notícia dá conta das palavras escritas por Elisa numa carta à sua mãe Teresa:
Segundo a lenda, durante a Ditadura de Francisco Franco parte da lápide do túmulo de Elisa García foi picada a golpe de martelo e cinzel por ordem do Presidente da Junta de Sariñena da época franquista. Atualmente, ela é ilegível, facto que motivou um grupo de vizinhos de Sariñena a tentar recuperar a sua memória.

## Homenagens
A 31 de dezembro de 1936, o Sindicato Mercantil de Barcelona UGT, da delegação de St. Andreu, publica uma nota “à memória d´Elissa García” destacando a figura da heroína Elissa García, companheira caída na frente de Aragón. O papel da companheira do sindicato imortalizou-se, quando a rua “carrer de Les monges”, junto ao Passeig de Josep García (Rambla), passou a denominar-se “carrer d´Elissa García”, depois de dezembro de 1936.
Em 14 de abril de 2012, dia da Segunda República Espanhola, realizou-se uma sentida homenagem a Elisa García Saez, no cemitério municipal de Sariñena. Vários vizinhos da localidade recordaram a figura da miliciana, realizando um apelo à população para ajudar a recuperar as palavras inscritas na lápide e poder, assim, reavivar a sua memória.

## Ligação externa
- «Homenaje a una miliciana» (em espanhol)